# 象牙海岸革命戰爭
象牙海岸革命戰爭是一場從2002年9月19日開始、位於科特迪瓦的內戰。儘管這場戰爭在2004年尾時已差不多結束，但國家依然分成兩部份，當中北部為叛軍所控制，而南部則為政府所控制。
之後法軍決定介入幫助象牙海岸穩定局勢，卻導致敵意增加和攻擊外國士兵與平民事件增多。2006年局勢進入最緊張，許多謠言說法軍和聯合國已經無法控制內戰爆發。聯合國維和行動在局勢緩和時介入，但是他們發現得面對複雜情勢和眾多暴民、叛軍。2007年3月的和平協定看似終止了衝突，期望能藉由選舉解決衝突，重新整合國家。在經過6次的延期後，2010年10月終於舉行大選。

## 衝突由來
象牙海岸革命爆發的理由如下：
- 費利克斯·烏弗埃-博瓦尼長達30多年的總統任期結束，迫使國家進入首次面對民主試鍊。烏弗埃-博瓦尼自從獨立後就擔任總統，前後長達33年。當然他具有一些領導力和政經才能，但國家政治體制並未正常建立，而僅僅圍繞著他的個人崇拜基礎上。1993年12月他逝世後，群龍無首。政府系統被迫開放政治資源，第一次由烏弗埃-博瓦尼以外的人於選舉中公開競爭。

- 象牙海岸有大量外國移民，引發選舉投票權的爭議。目前象牙海岸大約有26%居民具有外國血統，有許多是來自北方貧窮的布吉納法索。其中許多人已經在象牙海岸生活兩代以上，其中有一部分是曼丁哥族後代，與象牙海岸北部原住民同種。這些種族問題過去長期以來被烏弗埃-博瓦尼總統強力壓制，但他死後已逐漸浮現。「象牙海岸化」一詞原本是亨利·科南·貝迪埃所創立，用來宣導象牙海岸全體國民的文化認同；但目前已經被民族主義者和仇外政客借用，以代表象牙海岸南部人民，尤其是居住於首都阿比讓地區者。

- 歧視布吉納法索人的情勢使得鄰國緊張，擔心會有大量難民移入，其中尤以布吉納法索為最。

- 由於與第三世界和發達國家之間的貿易條件惡化，所導致的經濟衰退，更加劇了文化和政治問題。

- 第三世界國家和已開發國家間的經濟往來惡化，加深文化和政治衝突.

- 失業迫使一些都市人回家耕田，之後他們發現自己被移民來的外資或大地主剝削。

## 情勢升高

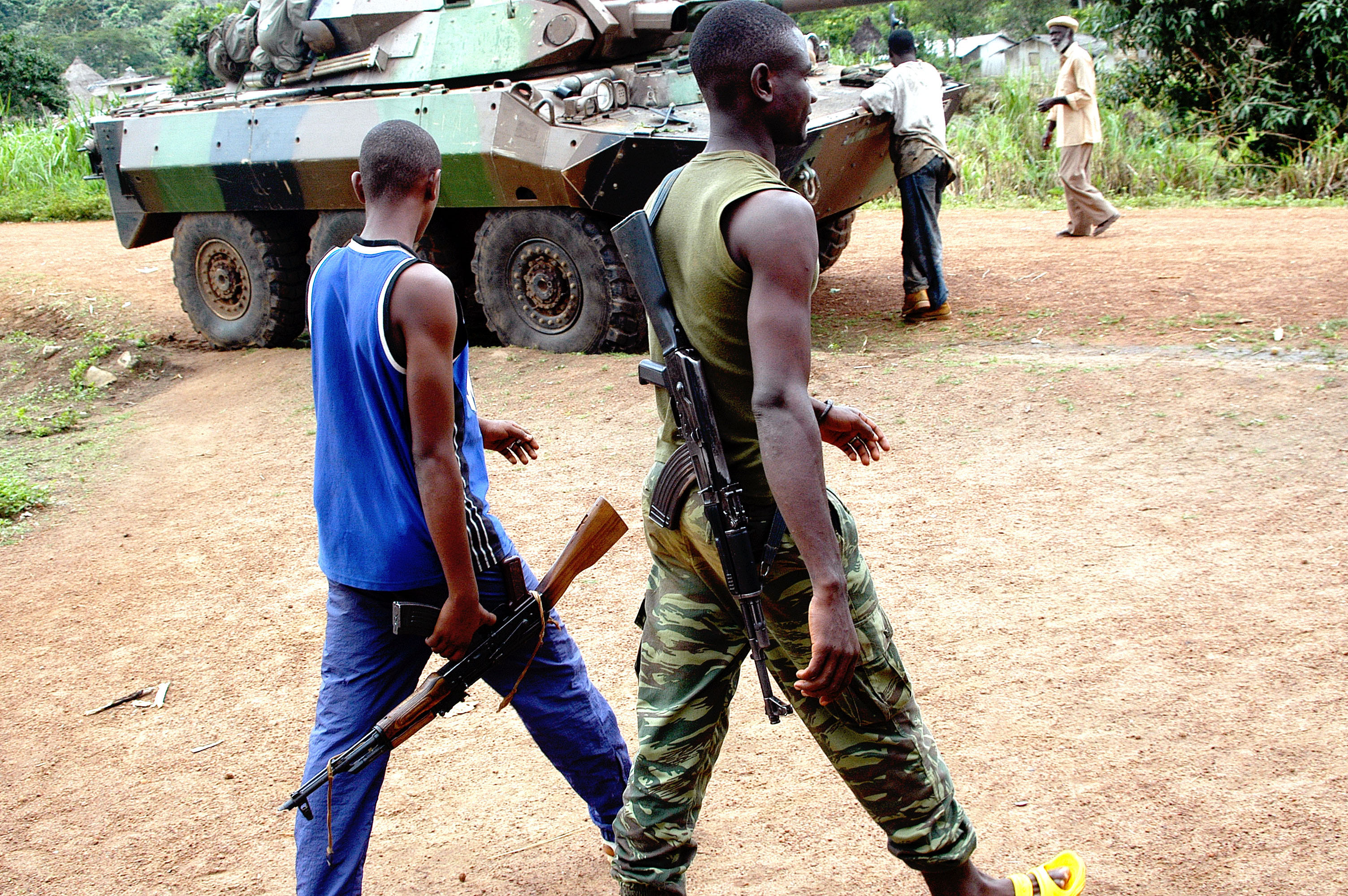
當地政府軍很多只是武裝暴民，背景為法國外籍兵團戰車

最初暴力對象是非洲裔的「外國人」，因為象牙海岸的繁榮吸引很多西非的人移居到此，1998年已經有26%人口是這些人，這26%中的56%又以布吉納法索來的居多。這種氛圍使得種族衝突更緊張。烏弗埃-博瓦尼的政策允許布吉納法索人住在象牙海岸，被批評是想藉此得到那群人的死忠選票。 
1995年，情勢更激烈，因為有些布吉納法索人在塔波的種族衝突中被殺。
種族衝突在地主和雇主間也很激烈，尤其是西部地區的比特族與包爾族之間，以及比特族與羅比族之間。這是當年獨立之後，政府鼓勵中部的包爾族人大舉移民到西部和西南部的肥沃地區，並允許他們種可可和咖啡維生所產生的結果。經年累月下來，開始有一些比特族人痛恨這些成功的外來農民。許多移民被禁止行使投票權，使得選舉形同虛設。

## 導火線
衝突的導火線是政府在2000年大選前快速草擬《血統論法案》，要求總統候選人的父母都必須出生於象牙海岸，隨後立即在公民投票中獲得通過。此一法案導致北方的候選人阿拉薩內·瓦塔拉無法參選。瓦塔拉代表了人口數佔優勢的北方地區穆斯林，尤其是從馬利和布吉納法索來的貧窮移民，他們通常在咖啡和可可田過著奴隸般生活。此一法案直接導致了這些族群起來訴求於暴力革命。

## 革命戰爭爆發

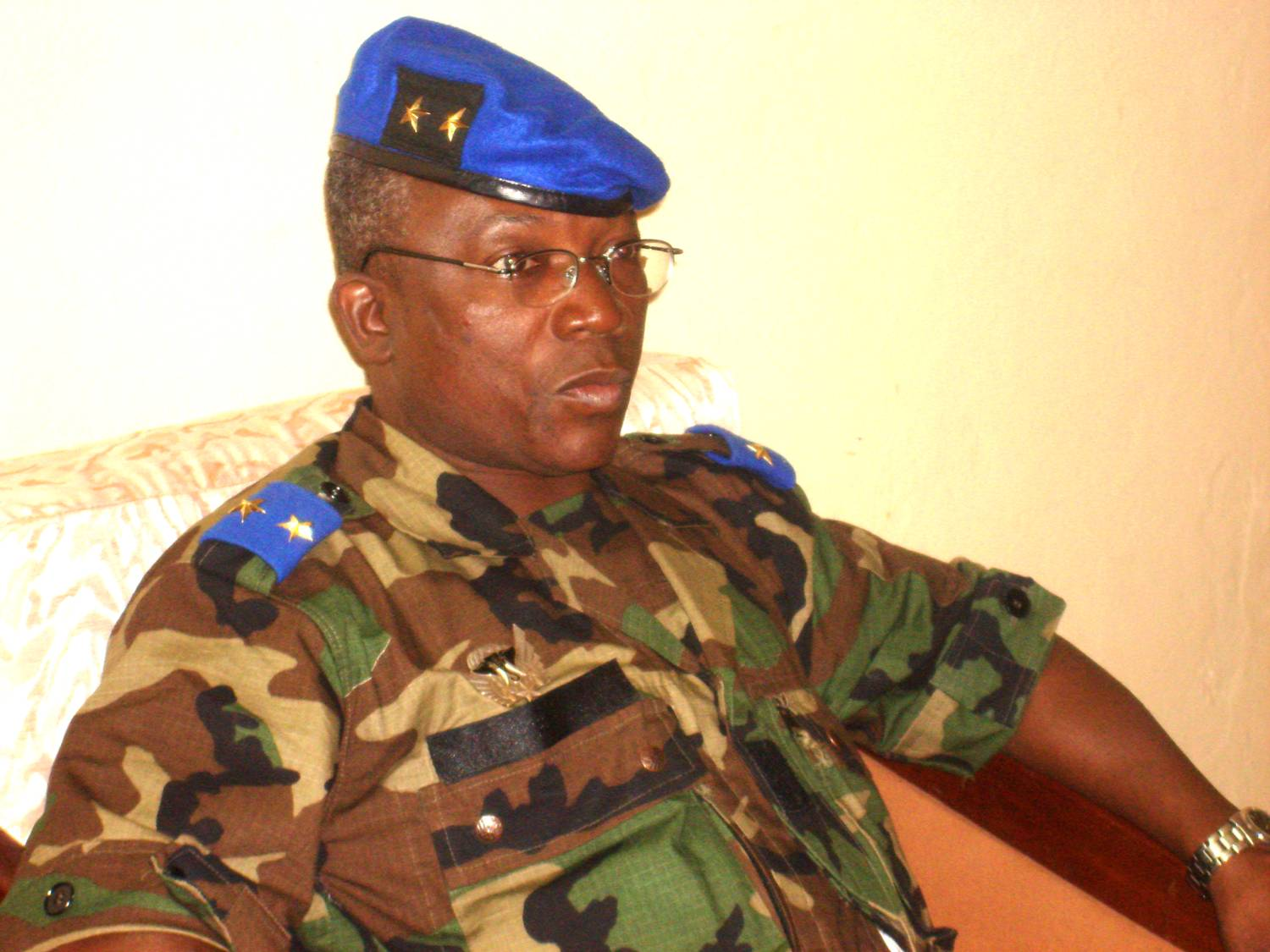
新軍方的Soumaila Bakayoko司令

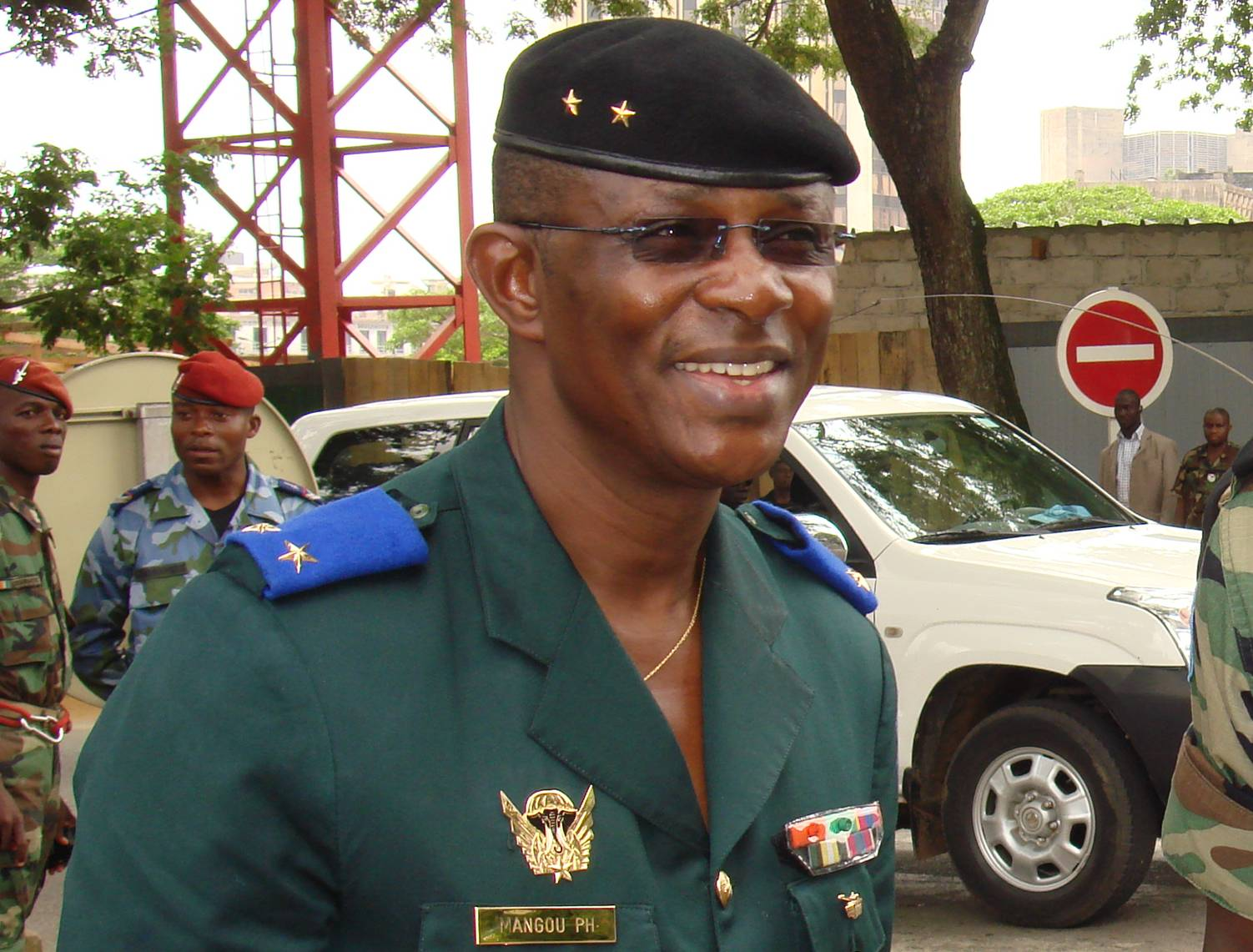
政府軍方的Philippe Mangou司令

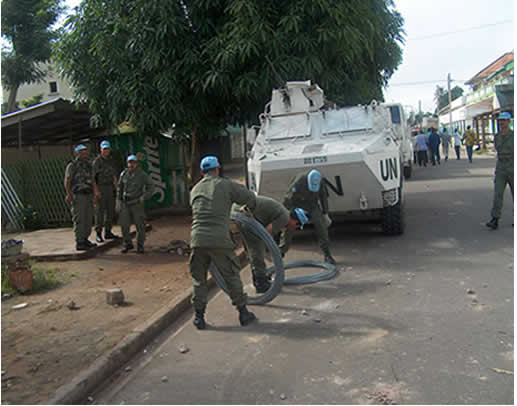
維和部隊的分界區

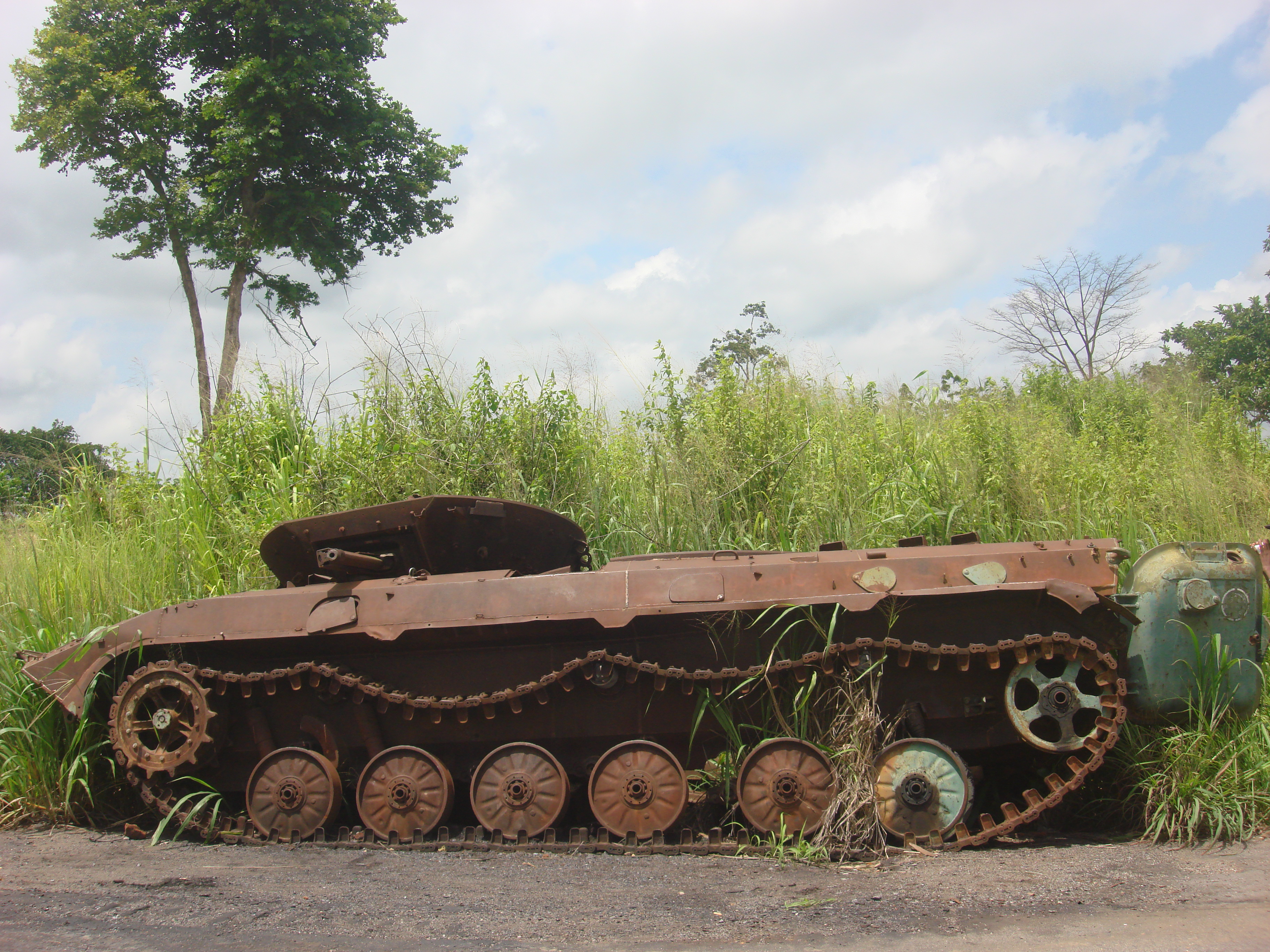
被毀的蘇聯製運兵車

2002年9月19日清晨許多來自北方的武裝兵力開始集結，並同時攻擊許多城市，包含阿比讓。中午時他們就控制了北方，他們的主要訴求是明確定義「象牙海岸公民」（暗示誰能或不能參選總統）、投票權、以及他們在政府中的發言權。在革命第一夜，前總統羅勃·古耶被殺，政府發言說他是在暗殺中死亡；官方電視台播出他的屍體在街上。然而廣泛的認知是他的屍體被移動過，第一現場是他在家中被50個人聯手謀殺。阿拉薩內·瓦塔拉前往法國大使館避難，他家稍後被燒毀。
這事件不再是單純部落糾紛，而是專制政體轉向民主政體的過渡危機，以及「公民」的解釋權所引發的衝突。
參加戰爭的各方勢力：
- 官方政府軍，即國家陸軍（FANCI），成軍於2003年
- 阿比讓青年義勇軍：跟隨總統洛朗·巴博的民族主義激進團體
- 總統洛朗·巴博雇的傭兵：
  - 白俄羅斯傭兵（他的單方面說法）
  - 賴比瑞亞傭兵，有許多17歲以下少年，也稱「利馬國民兵」[6]
- 新軍（FN），北方叛軍，控制60%國土
- 法國軍：骨幹兵力是法國麒麟特種部隊但是遵從聯合國維和指揮體系（UNOCI），2003年2月有3,000兵力，2004年11月已經有增援至4,600兵力
- 聯合國維和部隊（UN）；有極少數武裝兵和一些觀察員、義工、醫生。

叛軍立刻就武裝完成，因為不少是現役軍人，並聲稱獲得布吉納法索的支援。另一方面政府卻宣稱叛軍受法國支援，但是叛軍卻也聲稱法國是支持政府軍。不久後法國部署軍隊在兩方之間，以防止叛軍向南進攻。最後的國際定論是布吉納法索煽動了象牙海岸軍隊中親布的蓋伊將軍和其死忠士兵，進行此次叛亂。
「象牙海岸愛國運動會」就是後來轉形成「新軍」叛軍的主力，其最初來自巴博總統的FPI（象牙海岸民間前線）競選組織下的學生聯合會，但他們本質也是2000年選舉時的助選組織，路易斯·達可利·塔布雷也是FPI其中一個領袖。
他們在布瓦凱重新集結，並威脅要直接攻進位於南方的阿比讓。法國軍隊從他們的象牙海岸基地出兵，9月22日封住叛軍進路。法國說出兵理由是保護僑民和西方人，並表示希望進入北方諸城帶走僑民。美國在行動中提供有限支援。
10月17日停火協定簽署，開始磋商談判。

## 綜觀2002九月全局
革命中同時幾乎所有大城市都有攻擊行動，政府軍控制阿比讓和南方，叛軍控制布瓦凱和北方。洛朗·巴博考慮背叛陸軍，支持布吉納法索的介入，是這次大動盪的原因。結局是巴黎當局希望居中調停，而象牙政府決定軍事鎮壓。後來法國在停戰線加派2500人軍力，並請求聯合國介入。

## 再度交火
里那斯-馬庫錫斯協議上的停火時間表並沒有被遵守。該法案被FPI主導的議會封殺。總統的參選資格也沒有被重新訂定，因為洛朗·巴博主張他有權選擇總理，而不依照在阿克拉所達成的協議。原本規定叛軍解除武裝期限是資格重訂後15天內（預計10月中旬），當然也就沒有實行。攻擊持續發生，不久後偏袒北方的報社有兩家被關，電台都被蓋台。
10月11日，聯合國軍對不滿要求北方撤軍的抗議者開槍引爆新衝突，不久後叛軍於10月13日宣布全面拒絕撤軍解除武裝，藉口因為政府軍又再買新武器，劫走兩輛政府軍開往前線的武器卡車。10月28日叛軍宣布北方戒嚴。

### 反法國大暴動
2004年11月4日，一架政府軍飛機似乎由白俄羅斯傭兵駕駛，轟炸波阿克。11月六日，FANCI飛機又炸了波阿克的法軍基地，聲稱意外但造成9名法軍死亡及1名美國義工死亡；39人受傷。法軍認為是蓄意攻擊而展開報復，毀掉亞莫索克羅的兩座Su-25轟炸機基地，法國總統席哈克也下令毀掉5架Mi-24攻擊直昇機，一小時後攻擊FANCI軍營並控制阿比讓機場。
為了報復，阿比讓義勇軍由官方媒體動員，搶劫法國僑民，接著發生幾十位西方女性被強姦，以及毆打、謀殺事件；好幾百個西方人（多是法國人）躲到住家屋頂上躲避暴民，後由法軍直升機撤離。之後法國從加彭和法國本土派出600多救兵，用法軍和西班牙軍機從阿比讓機場撤離所有西方人。

## 停戰期

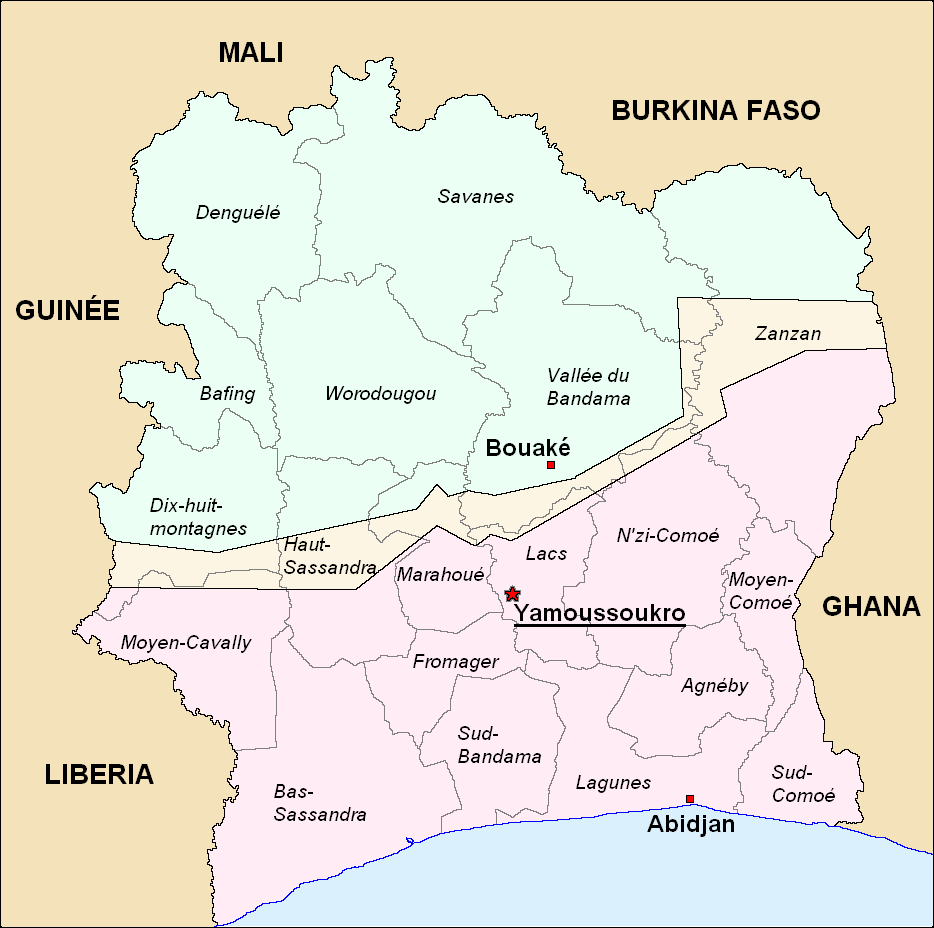
大致戰況地圖 停戰區(ZDC)在中間的法國和聯合國駐軍,隔開對立的兩方, 2007春季

## 聯合國維和行動
2005年5月18日，聯合國部隊為了終止雙方的種族衝突，經過艱難的維和行動（尤其是西部地區），終於建立橫跨全國的「非軍事區」以隔開雙方，粗略的將象牙海岸劃分成相等的兩塊。非軍事區中有混雜的種族，尤其是在迪歐拉（人口居優勢穆斯林聚居地，也是NF叛軍的本營），聯合國可以透過此區的特性牽制雙方勢力。這場衝突引起聯合國注意，是發生了許多搶劫和掠奪事件；以及其他侵犯人權行為等的「搶劫權」，被當成「政治籌碼」在各勢力間交易。
25名聯合國人員和士兵已經在此事件死亡。
2005年，超過1,000名抗議者在桂格羅的聯合國基地聚集，被UN維和部隊驅散，導致有100以上抗議者死亡；1名聯合國兵死亡及若干受傷。聯合國並未完全阻止種族衝突，但至少提供人力以創造機會。
2007年7月21日，有一支摩洛哥維和部隊被聯合國終止象牙海岸任務，因為該部隊被指控有人進行性虐待當地居民。

## 2010年總統大選後衝突再現

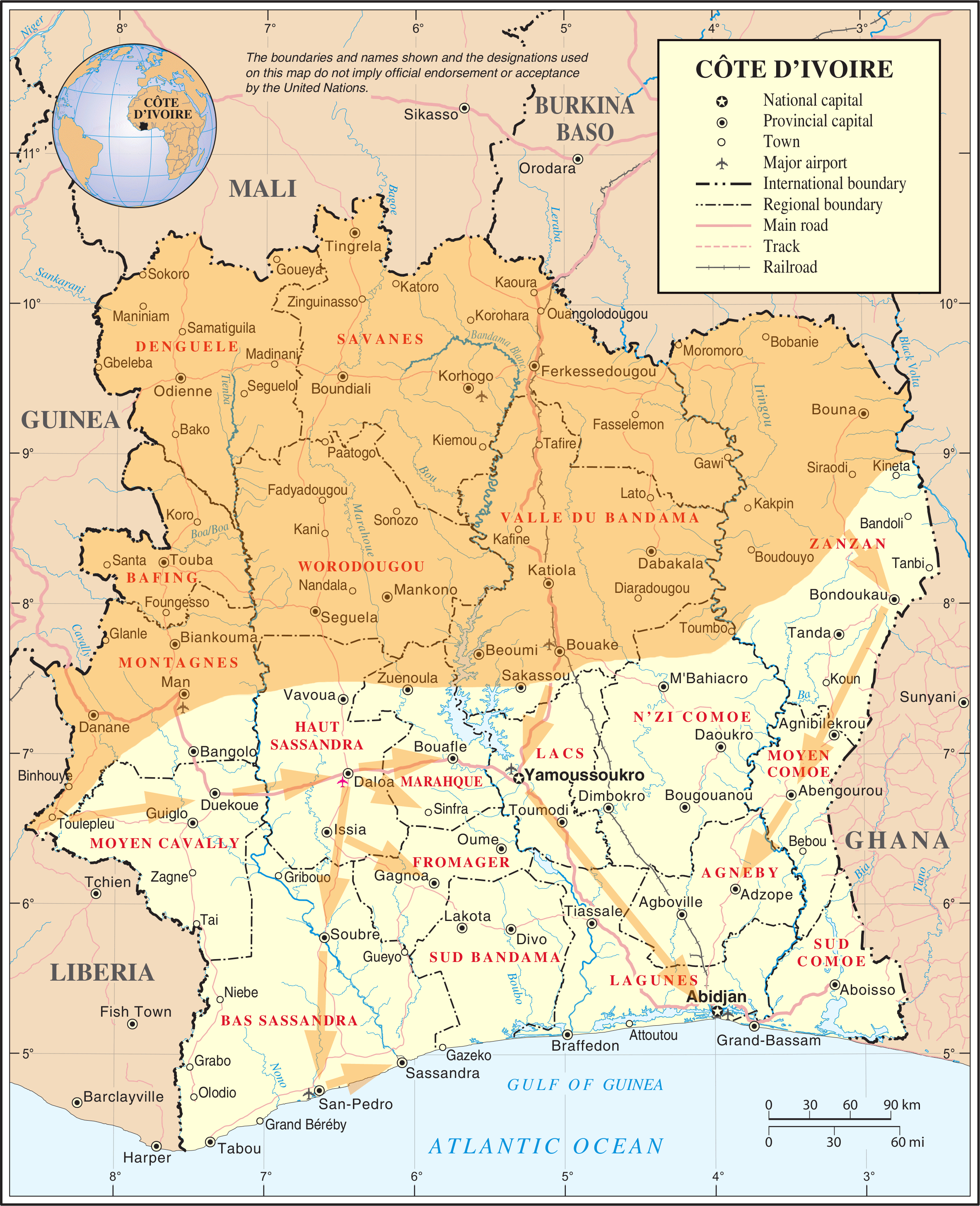
2011年3月支持瓦塔拉的“科特迪瓦共和军”的攻势图，橘黄色代表他们的势力区

2010年11月底科特迪瓦总统选举结束后，时任总统巴博和前总理瓦塔拉均宣布获胜并分别宣誓就任总统，因此科特迪瓦陷入“一国两主”政治僵局。联合国、非盟、欧盟等国际组织表示承认瓦塔拉当选总统，但巴博拒绝下台。西共体、非盟等国际组织多次出面斡旋都无果而终。
从3月28日开始，瓦塔拉的武装对巴博控制的南部地区发起总攻，在30日攻下中部的政治首都亚穆苏克罗，31日又控制了位于西南部的世界第一大可可出口港圣佩德罗，长驱直入包围了经济首都阿比让。 
4月4日，联合国秘书长潘基文发表声明说，他已下令联合国驻科特迪瓦行动团“采取必要措施”，以阻止巴博及其部队对平民使用重型武器的行为。他称联合国行动是“出于自卫和保护平民”的目的。同一天，法国总统府发表公报称，法国部队应联合国要求，参加了联合国驻科特迪瓦行动团的军事行动，以解除巴博部队的重型武器。联合国驻科特迪瓦行动团发言人向媒体透露，联合国驻科维和部队和法国“独角兽”部队当地时间4日下午对总统府、巴博官邸及阿班和阿库埃多两个巴博阵营的重要军营发起进攻。瓦塔拉阵营发言人4日也声称，支持瓦塔拉的“科特迪瓦共和军”当天下午对总统府、巴博官邸和国家电视台总部等巴博阵营核心区域发起“最后的攻击”。
4日，约4000名瓦塔拉武装成员抵达阿比让，与此前在阿比让与巴博武装交火的5000名士兵汇合。维和部队和法国驻科的“独角兽”部队，配合瓦塔拉的武装，共同对巴博阵营的最后几个据点发起猛烈攻击。当天有数架“独角兽”部队直升机向阿比让北部的阿班宪兵营射击，联合国驻科特迪瓦行动团的直升机对阿库埃多军营实施打击。
两派武装连日来多次在阿比让的总统府、巴博官邸和国家电视台等多处巴博阵营核心区域周围发生激烈交火，科特迪瓦两派谁胜谁负目前已到关键时刻。
10日，为了摧毁巴博武装的重型武器，联合国和法国的部队开火攻击了巴博部队的阵地。
4月11日，科特迪瓦前总统巴博及其夫人11日在阿比让被支持前总理瓦塔拉的士兵逮捕。联合国驻科特迪瓦特使表示，“巴博先生已被逮捕，他活着而且状态良好，他将为其犯下的罪行接受审判”。